# 2021년 AFC컵
2021년 AFC컵은 2021년에 개최된 18번째 AFC컵이다. 이 대회에서 우승한 팀은 2022년 AFC 챔피언스리그에 참가하지 못하는 경우에 플레이오프에 진출할 자격을 얻게 된다.

## 참가권 배정
랭킹 선별 기준은 최근 4년간 각 국가의 구단들의 대륙 대회 성적을 토대로 정해진다. 2021년과 2022년의 AFC 대회는 AFC 클럽 랭킹을 기조로 하였다.
- 협회들은 다섯 지역으로 나뉘어 참가하게 된다.
  - 서아시아 지역에서는 서아시아 축구 연맹(WAFF) 소속 12개 국가축구협회들이 참여하게 된다.
  - 남아시아 지역에서는 남아시아 축구 연맹(SAFF) 소속 7개 국가축구협회들이 참여하게 된다.
  - 중앙아시아 지역에서는 중앙아시아 축구 연맹(CAFA) 소속 6개 국가축구협회들이 참여하게 된다.
  - 동남아시아 지역에서는 아세안 축구 연맹(AFF) 소속 12개 국가축구협회들이 참여하게 된다.
  - 동아시아 지역에서는 동아시아 축구 연맹(EAFF) 소속 9개 국가축구협회들이 참여하게 된다.
- AFC 챔피언스리그 참가 배정으로 서부 지역(서아시아, 남아시아, 중앙아시아), 동부 지역(동남아시아, 동아시아) 각각 상위 5개 협회를 제외한 나머지 협회 소속의 클럽들은 AFC컵에 참가가 가능하다.
- AFC 챔피언스리그 예선 플레이오프에서 탈락한 6위, 11위, 12위 협회 소속의 클럽은 AFC컵 조별 예선에 진출하게 된다. 아래 규칙들이 적용된다.:
  - 서부지역, 동부지역 각 6위 협회 소속의 팀이 AFC 챔피언스 리그 예선 플레이오프 탈락 시, 해당 팀은 AFC컵 조별 예선에 진출한다.
  - 위에 명시된 팀이 AFC 챔피언스리그 본선에 진출할 경우, 해당 협회의 소속 리그에 대기 우선 순위가 높은 팀이 AFC컵 본선에 진출하게 된다.
  - AFC 챔피언스리그 우승팀과 AFC컵 우승팀은 해당되지 않는다.
- 서아시아 지역과 동남아시아 지역은 각 지역별로 9팀이 본선에 직행하고 나머지 3장은 플레이오프를 통해서 정하게 된다.
  - 해당 지역 1~3위 협회는 2장의 본선 직행 티켓을 배정 받는다.
  - 해당 지역 4~6위 협회는 1장의 본선 직행 티켓과 1장의 플레이오프 티켓을 배정 받는다.
  - 해당 지역 7위 이하 협회는 1장의 플레이오프 티켓을 배정 받는다.
  - 해당 지역에 서부 지역 또는 동부 지역 6위 협회가 있으면, 10팀이 본선에 직행하고 플레이오프로 올라올 팀은 2팀이 된다.
- 남아시아 지역, 중앙아시아 지역, 동아시아 지역은 각 지역별로 3팀이 본선에 직행하고 나머지 1장은 플레이오프를 통해서 정하게 된다.
  - 해당 지역 1~3위 협회는 1장의 본선 직행 티켓과 1장의 플레이오프 티켓을 배정 받는다.
  - 해당 지역 4위 이하 협회는 1장의 플레이오프 티켓을 배정 받는다.
  - 해당 지역에 서부 지역 또는 동부 지역 6위 협회가 있으면, 4팀이 본선에 직행하고 해당 지역에 동등한 기회를 주기 위해 1개의 조가 추가 편성 되고 플레이오프를 통해서 4팀을 정한다.
  - 해당 지역에 최소 7팀의 플레이오프 참가 팀이 있을 경우, 5팀이 본선에 진출할 수 있게 되며 마찬가지로 1개의 조가 추가 편성이 된다.
- 만약 협회가 AFC컵 조건 충족 되지 않으면, 모든 본선 직행 티켓은 플레이오프 티켓으로 전환된다. 그리고 포기된 본선 직행 티켓은 아래 기준에 의해 최상위 적절한 국가축구협회에게 재배분된다 아래 규칙들이 적용된다.:
  - 각 협회의 AFC컵 참가하는 팀은 최대 2팀이다.
  - 만약 추가 본선 직행 티켓을 획득하면, 하나의 플레이오프 티켓은 재분배 하지 아니한다.
- 하나의 협회가 가질 수 있는 티켓의 최대 개수는, 최상위 리그 참가 팀 수의 1/3 수와 같다.
- 만약 AFC 클럽 면허 소지 팀 누구라도 AFC 챔피언스리그 참가 거부하면, 해당 자리는 취소되며 재배분되지 아니한다.

2021년 AFC컵에 참가 자격이 있는 협회들은 2019년 12월 2일 발행된 AFC 클럽 랭킹에 의해 결정된다.
| 2021년 AFC컵 참가 축구협회 | 2021년 AFC컵 참가 축구협회 |
| -------------------------- | -------------------------- |
|                            | 참여                       |
|                            | 불참                       |

| 랭킹 | 랭킹 | 회원 축구협회 | 점수   | 참가팀수  | 참가팀수    | 참가팀수     | 참가팀수     |
| 랭킹 | 랭킹 | 회원 축구협회 | 점수   | 조별 리그 | 플레이오프  | 플레이오프   | 플레이오프   |
| 지역 | AFC  | 회원 축구협회 | 점수   | 조별 리그 | 플레이 오프 | 예비 2차예선 | 예비 1차예선 |
| ---- | ---- | ------------- | ------ | --------- | ----------- | ------------ | ------------ |
| 1    | 12   | 요르단        | 33.852 | 2         | 0           | 0            | 0            |
| 2    | 21   | 레바논        | 24.746 | 2         | 0           | 0            | 0            |
| 3    | 22   | 시리아[SYR]   | 22.505 | 2         | 0           | 0            | 0            |
| 4    | 24   | 바레인        | 17.749 | 2         | 0           | 0            | 0            |
| 5    | 29   | 오만[OMA]     | 8.531  | 0         | 0           | 0            | 0            |
| 6    | 30   | 팔레스타인    | 7.297  | 2         | 0           | 0            | 0            |
| 7    | 34   | 쿠웨이트      | 4.711  | 1         | 0           | 0            | 0            |
| 8    | 42   | 예멘[YEM]     | 0.000  | 0         | 0           | 0            | 0            |
| 합계 | 합계 | 합계          | 합계   | 11        | 0           | 0            | 0            |
| 합계 | 합계 | 합계          | 합계   | 13        |             |              |              |

| 랭킹 | 랭킹 | 회원 축구협회 | 점수   | 참가팀수  | 참가팀수    | 참가팀수     | 참가팀수     |
| 랭킹 | 랭킹 | 회원 축구협회 | 점수   | 조별 리그 | 플레이오프  | 플레이오프   | 플레이오프   |
| 지역 | AFC  | 회원 축구협회 | 점수   | 조별 리그 | 플레이 오프 | 예비 2차예선 | 예비 1차예선 |
| ---- | ---- | ------------- | ------ | --------- | ----------- | ------------ | ------------ |
| 1    | 15   | 인도          | 29.576 | 1         | 0           | 1            | 0            |
| 2    | 25   | 방글라데시    | 14.683 | 1         | 0           | 1            | 0            |
| 3    | 26   | 몰디브        | 13.632 | 1         | 0           | 0            | 1            |
| 4    | 36   | 네팔          | 0.915  | 0         | 0           | 0            | 1            |
| 5    | 37   | 스리랑카      | 0.618  | 0         | 0           | 0            | 1            |
| 6    | 38   | 부탄          | 0.549  | 0         | 0           | 0            | 1            |
| 7    | 42   | 파키스탄[PAK] | 0.000  | 0         | 0           | 0            | 0            |
| 합계 | 합계 | 합계          | 합계   | 3         | 0           | 2            | 4            |
| 합계 | 합계 | 합계          | 합계   | 9         |             |              |              |

| 랭킹 | 랭킹 | 회원 축구협회     | 점수   | 참가팀수  | 참가팀수    | 참가팀수     | 참가팀수     |
| 랭킹 | 랭킹 | 회원 축구협회     | 점수   | 조별 리그 | 플레이오프  | 플레이오프   | 플레이오프   |
| 지역 | AFC  | 회원 축구협회     | 점수   | 조별 리그 | 플레이 오프 | 예비 2차예선 | 예비 1차예선 |
| ---- | ---- | ----------------- | ------ | --------- | ----------- | ------------ | ------------ |
| 1    | 10   | 우즈베키스탄[UZB] | 45.562 | 1         | 0           | 0            | 0            |
| 2    | 17   | 타지키스탄        | 28.361 | 2         | 0           | 0            | 0            |
| 3    | 20   | 투르크메니스탄    | 26.532 | 2         | 0           | 0            | 0            |
| 4    | 36   | 키르기스스탄      | 5.466  | 2         | 0           | 0            | 0            |
| 5    | 41   | 아프가니스탄[AFG] | 0.206  | 0         | 0           | 0            | 0            |
| 합계 | 합계 | 합계              | 합계   | 7         | 0           | 0            | 0            |
| 합계 | 합계 | 합계              | 합계   | 7         |             |              |              |

| 랭킹 | 랭킹 | 회원 축구협회 | 점수   | 참가팀수  | 참가팀수    | 참가팀수     | 참가팀수     |
| 랭킹 | 랭킹 | 회원 축구협회 | 점수   | 조별 리그 | 플레이오프  | 플레이오프   | 플레이오프   |
| 지역 | AFC  | 회원 축구협회 | 점수   | 조별 리그 | 플레이 오프 | 예비 2차예선 | 예비 1차예선 |
| ---- | ---- | ------------- | ------ | --------- | ----------- | ------------ | ------------ |
| 1    | 13   | 필리핀[PHI]   | 32.130 | 1         | 0           | 0            | 0            |
| 2    | 16   | 베트남        | 28.571 | 2         | 0           | 0            | 0            |
| 3    | 18   | 말레이시아    | 26.960 | 2         | 0           | 0            | 0            |
| 4    | 19   | 싱가포르      | 26.607 | 2         | 0           | 0            | 0            |
| 5    | 27   | 미얀마[MYA]   | 12.756 | 0         | 0           | 0            | 0            |
| 6    | 28   | 인도네시아    | 12.550 | 2         | 0           | 0            | 0            |
| 7    | 31   | 캄보디아      | 6.770  | 1         | 0           | 1            | 0            |
| 8    | 35   | 라오스        | 2.241  | 0         | 0           | 1            | 0            |
| 9    | 42   | 브루나이      | 0.000  | 0         | 0           | 1            | 0            |
| 10   | 19   | 동티모르      | 0.000  | 0         | 0           | 1            | 0            |
| 합계 | 합계 | 합계          | 합계   | 10        | 0           | 4            | 0            |
| 합계 | 합계 | 합계          | 합계   | 16        |             |              |              |

| 랭킹 | 랭킹 | 회원 축구협회               | 점수   | 참가팀수  | 참가팀수    | 참가팀수     | 참가팀수     |
| 랭킹 | 랭킹 | 회원 축구협회               | 점수   | 조별 리그 | 플레이오프  | 플레이오프   | 플레이오프   |
| 지역 | AFC  | 회원 축구협회               | 점수   | 조별 리그 | 플레이 오프 | 예비 2차예선 | 예비 1차예선 |
| ---- | ---- | --------------------------- | ------ | --------- | ----------- | ------------ | ------------ |
| 1    | 14   | 조선민주주의인민공화국[PRK] | 30.100 | 0         | 0           | 0            | 0            |
| 2    | 23   | 홍콩                        | 19.945 | 2         | 0           | 0            | 0            |
| 3    | 32   | 마카오[MAC]                 | 5.489  | 0         | 0           | 0            | 0            |
| 4    | 39   | 중화 타이베이               | 0.457  | 1         | 0           | 0            | 0            |
| 5    | 40   | 몽골                        | 0.274  | 1         | 0           | 0            | 0            |
| 6    | 42   | 괌[GUM]                     | 0.000  | 0         | 0           | 0            | 0            |
| 합계 | 합계 | 합계                        | 합계   | 4         | 0           | 0            | 0            |
| 합계 | 합계 | 합계                        | 합계   | 4         |             |              |              |

Notes
1. ^ 시리아 (SYR): AFC컵 면허를 어느 팀도 갖고 있지 않았으나, 티슈린과 알와흐다에게 참가하도록 허가했다.
2. ^ 오만 (OMA): AFC컵 조 추첨 이후에 알시브 클럽, 알나스르 모두 기권했다.
3. ^ 예멘 (YEM): AFC컵 면허를 어느 팀도 갖고 있지 않다.
4. ^ 파키스탄 (PAK): AFC컵 면허를 어느 팀도 갖고 있지 않다.
5. ^ 우즈베키스탄 (UZB): AFC 서부 지역 6위에 해당하므로 AFC컵 조별 예선 1장을 배정 받았다.
6. ^ 아프가니스탄 (AFG): AFC컵 면허를 어느 팀도 갖고 있지 않다.
7. ^ 필리핀 (PHI): AFC 동부 지역 6위에 해당하므로 AFC컵 조별 예선 1장을 배정 받았다.
8. ^ 미얀마 (MYA): AFC컵 조 추첨 이후에 샨 유나이티드, 한타와디 유나이티드 모두 기권했다.
9. ^ 조선민주주의인민공화국 (PRK): AFC컵 면허를 어느 팀도 갖고 있지 않다.
10. ^ 마카오 (MAC): 벤피카 드 마카오, 차오 팍 케이가 출전하나, 대회 전에 기권을 했다.
11. ^ 괌 (GUM): AFC컵 면허를 어느 팀도 갖고 있지 않다.

## 참가 클럽
| 팀                       | 출전자격                                                  | 출전횟수 (최근)  |
| 조별리그 (A~C조)         | 조별리그 (A~C조)                                          | 조별리그 (A~C조) |
| ------------------------ | --------------------------------------------------------- | ---------------- |
| 알살트                   | 요르단 프로리그 2020 4위                                  | 첫 진출          |
| 알파이살리               | 요르단 프로리그 2020 5위                                  | 11회 (2020)      |
| 알아헤드                 | 레바논 프리미어리그 2018-19 우승 레바논 FA컵 2018-19 우승 | 11회 (2020)      |
| 알안사르                 | 레바논 프리미어리그 2018-19 준우승                        | 7회 (2020)       |
| 티슈린                   | 시리아 프리미어리그 2019-20 우승                          | 첫 진출          |
| 알와흐다                 | 시리아 컵 2019-20 우승                                    | 8회 (2018)       |
| 알히드                   | 바레인 프리미어리그 2019-20 우승                          | 5회 (2017)       |
| 알무하라크               | 바레인 킹스컵 2019-20 우승                                | 7회 (2017)       |
| 마르카즈 발라타          | 서안지구 프리미어리그 2019-20 우승                        | 첫 진출          |
| 마르카즈 샤바브 알암아리 | 서안지구 프리미어리그 2019-20 준우승                      | 첫 진출          |
| 쿠웨이트 SC              | 쿠웨이트 프리미어리그 2019-20 우승                        | 10회 (2020)      |

| 팀              | 출전자격                                                             | 출전횟수 (최근) |
| 조별리그 (D조)  | 조별리그 (D조)                                                       | 조별리그 (D조)  |
| --------------- | -------------------------------------------------------------------- | --------------- |
| ATK 모훈 바간   | I리그 2019-20 우승 (모훈 바간 AC) 인도 슈퍼리그 2019-20 우승 (ATK)   | 5회 (2017)      |
| 바슌다라 킹스   | 방글라데시 프리미어리그 2018-19 우승 방글라데시 연방 컵 2019-20 우승 | 2회 (2020)      |
| 마지야          | 디베히 프리미어리그 2019-20 우승                                     | 7회 (2020)      |
| 2차 예선        |                                                                      |                 |
| 벵갈루루 FC     | 인도 슈퍼리그 2019-20 정규 시즌 3위                                  | 6회 (2020)      |
| 1차 예선        |                                                                      |                 |
| 이글스          | 디베히 프리미어리그 2019-20 준우승                                   | 첫 진출         |
| 네팔 아미 클럽  | 마터스 메모리얼 A 디비전 리그 2019-20 준우승                         | 첫 진출         |
| 스리랑카 폴리스 | 스리랑카 FA컵 2019-20 우승                                           | 첫 진출         |
| 팀부 시티       | 부탄 프리미어리그 2020 우승                                          | 2회 (2017)      |

| 팀                | 출전자격                                        | 출전횟수 (최근)  |
| 조별리그 (E~F조)  | 조별리그 (E~F조)                                | 조별리그 (E~F조) |
| ----------------- | ----------------------------------------------- | ---------------- |
| FC 나사프         | 우즈베키스탄 슈퍼 리그 2020 준우승              | 3회 (2011)       |
| 라브샨 쿨로브     | 타지키스탄컵 2020 우승                          | 3회 (2014)       |
| 후잔트            | 타지키스탄 최상급 리그 2020 준우승              | 5회 (2020)       |
| 알틴 아시르       | 요카리 리가 2020 우승 투르크메니스탄컵 2020우승 | 7회 (2020)       |
| 아할              | 요카리 리가 2020 준우승                         | 5회 (2020)       |
| 도르도이 비슈케크 | 키르기스스탄 프리미어리그 2020 우승             | 6회 (2020)       |
| FC 알라이         | 키르기스스탄컵 2020 우승                        | 6회 (2019)       |

| 팀                   | 출전자격                                | 출전횟수 (최근)  |
| 조별리그 (G-I조)     | 조별리그 (G-I조)                        | 조별리그 (G-I조) |
| -------------------- | --------------------------------------- | ---------------- |
| 카야 FC*             | 필리핀 풋볼 리그 2020 준우승            | 4회 (2020)       |
| 하노이 FC            | 베트남 컵 2020 우승 V리그 1 2020 준우승 | 5회 (2019)       |
| 사이공 FC            | V리그 1 2020 3위                        | 첫 진출          |
| 크다 다룰 아만       | 말레이시아 슈퍼리그 2020 준우승         | 3회 (2009)       |
| 트렝가누             | 말레이시아 슈퍼리그 2020 3위            | 2회 (2012)       |
| 라이온 시티 세일러즈 | 싱가포르 프리미어리그 2020 3위          | 11회 (2019)      |
| 게일랑 인터내셔널    | 싱가포르 프리미어리그 2020 4위          | 3회 (2010)       |
| 발리 유나이티드      | 리가 1 2020 우승                        | 3회 (2020)       |
| 페르시푸라 자야푸라  | 리가 1 2020 준우승                      | 4회 (2015)       |
| 보에웅 켓 앙코르     | C-리그 2020 우승                        | 3회 (2018)       |
| 2차 예선             |                                         |                  |
| 비사카 FC            | 훈센컵 2020 우승                        | 첫 진출          |
| 찬타부리             | 라오스 프리미어리그 2020 우승           | 7회 (2020)       |
| 카수카 FC            | 브루나이 슈퍼리그 2018-19 준우승        | 첫 진출          |
| 랄레노크 유나이티드  | 코파 FFTL 2020 우승                     | 2회 (2020)       |

| 팀             | 출전자격                                                 | 출전횟수 (최근) |
| 조별리그 (J조) | 조별리그 (J조)                                           | 조별리그 (J조)  |
| -------------- | -------------------------------------------------------- | --------------- |
| 이스턴         | 홍콩 FA컵 2019-20 우승 홍콩 프리미어 리그 2019-20 준우승 | 2회 (2009)      |
| 리만 FC        | 홍콩 프리미어 리그 2019-20 4위                           | 첫 진출         |
| 타이난 시티    | 타이완 프리미어리그 2020 우승                            | 첫 진출         |
| 애슬레틱 220   | 몽골 프리미어리그 2020 우승                              | 첫 진출         |

참고
- (*) 필리핀 풋볼 리그 2020의 참가 팀 수가 6팀이며 최종 순위 상위 50%에 해당하는 또다른 팀인 아즈칼스 디벨롭먼트 팀은 필리핀 축구 국가대표팀의 전력 향상을 목적으로 필리핀 축구 연맹에서 특별관리하는 팀이므로 AFC 대회 참가가 불가능하다. 따라서 카야 FC가 2021년 AFC 챔피언스리그의 조별 리그에 진출할 경우 해당 자리는 대기 순번 팀 없이 공석으로 처리된다.

## 일정
2021년 AFC컵 대회 경기 일정은 다음과 같다. (W: 서아시아, C: 중앙아시아, S: 남아시아, A: 동남아시아, E: 동아시아) 아시아 축구 연맹(AFC)은 2020년 11월 11일에 코로나19 범유행의 여파를 고려하여 조별 예선 경기를 특정 지역에서 싱글 라운드 로빈 형식으로 진행하는 한편 예선 라운드, 플레이오프, 지역별 4강전 및 결승전, 지역간 4강전 및 결승전, 결승전 경기를 단판 승부 형식으로 진행한다고 밝혔다. 2021년 1월 25일에는 아시아 축구 연맹이 2021년 AFC컵 일정을 공개했다.
아시아 축구 연맹은 2021년 3월 1일에 G조를 제외한 조별 예선 개최 장소를 결정했다. 아시아 축구 연맹은 2021년 3월 27일에 원래 5월 23일에서 5월 29일까지로 예정되어 있던 서아시아 지역 조별 예선 경기 일정을 5월 21일에서 5월 27일까지로 앞당겼다고 밝혔다. 아시아 축구 연맹은 2021년 4월 26일에 원래 6월 22일에서 6월 28일까지로 예정되어 있던 동남아시아 지역 조별 예선 경기 일정을 6월 29일에서 7월 6일까지로 연기한다고 밝혔다.
아시아 축구 연맹은 2021년 5월 9일에 원래 5월 14일부터 5월 20일까지로 예정되어 있던 남아시아 지역 조별 예선 경기를 무기한 연기한다고 밝혔다. 아시아 축구 연맹은 2021년 5월 27일에는 원래 6월 29일부터 7월 6일까지로 예정되어 있던 동남아시아 지역 조별 예선 경기를 무기한 연기한다고 밝혔다. 그러나 아시아 축구 연맹은 2021년 7월 7일에 동남아시아 지역 예선 경기 일정을 전면 취소한다고 밝혔다.
| 단계        | 라운드        | 추첨 일자       | 일정                                                                               |
| ----------- | ------------- | --------------- | ---------------------------------------------------------------------------------- |
| 예선 라운드 | 예선 1라운드  | 추첨 없음       | 2021년 4월 7일 (S)                                                                 |
| 예선 라운드 | 예선 2라운드  | 추첨 없음       | 2021년 4월 14일 (S)                                                                |
| 플레이오프  | 플레이오프    | 추첨 없음       | 2021년 8월 15일 (S)                                                                |
| 조별 예선   | 1차전         | 2021년 1월 27일 | 2021년 5월 14일 (C), 2021년 5월 21일 (W), 2021년 6월 23일 (E), 2021년 8월 18일 (S) |
| 조별 예선   | 2차전         | 2021년 1월 27일 | 2021년 5월 17일 (C), 2021년 5월 24일 (W), 2021년 6월 26일 (E), 2021년 8월 21일 (S) |
| 조별 예선   | 3차전         | 2021년 1월 27일 | 2021년 5월 20일 (C), 2021년 5월 27일 (W), 2021년 6월 29일 (E), 2021년 8월 24일 (S) |
| 토너먼트전  | 지역별 4강전  | 2021년 1월 27일 | 2021년 9월 20일 ~ 9월 21일 (W)                                                     |
| 토너먼트전  | 지역별 결승전 | 2021년 8월 4일  | 2021년 8월 25일 (C), 2021년 10월 20일 (W)                                          |
| 토너먼트전  | 지역간 4강전  | 2021년 8월 4일  | 2021년 9월 21일 ~ 9월 22일                                                         |
| 토너먼트전  | 지역간 결승전 | 2021년 8월 4일  | 2021년 10월 20일                                                                   |
| 토너먼트전  | 결승전        | 2021년 8월 4일  | 2021년 11월 5일                                                                    |

코로나19 범유행 이전이 기획되었던 원래 일정은 다음과 같다.
| 단계        | 라운드        | 추첨 일자 | 1차전                                                                   | 2차전                                                                   |
| ----------- | ------------- | --------- | ----------------------------------------------------------------------- | ----------------------------------------------------------------------- |
| 예선 라운드 | 예선 라운드   | 추첨 없음 | 2021년 1월 5일 ~ 1월 6일 (W, A) 2021년 1월 26일 ~ 1월 27일 (S, C, E)    | 2021년 1월 12일 ~ 1월 13일 (W, A) 2021년 2월 2일 ~ 2월 3일 (S, C, E)    |
| 플레이오프  | 플레이오프    | 추첨 없음 | 2021년 1월 19일 ~ 1월 20일 (W, A) 2021년 2월 9일 ~ 2월 10일 (S, C, E)   | 2021년 1월 26일 ~ 1월 27일 (W, A) 2021년 2월 16일 ~ 2월 17일 (S, C, E)  |
| 조별 예선   | 1차전         | 미정      | 2021년 2월 15일 ~ 2월 17일 (W, A), 2021년 3월 2일 ~ 3월 3일 (C, S, E)   | 2021년 2월 15일 ~ 2월 17일 (W, A), 2021년 3월 2일 ~ 3월 3일 (C, S, E)   |
| 조별 예선   | 2차전         | 미정      | 2021년 3월 1일 ~ 3월 3일 (W, A), 2021년 3월 16일 ~ 3월 17일 (C, S, E)   | 2021년 3월 1일 ~ 3월 3일 (W, A), 2021년 3월 16일 ~ 3월 17일 (C, S, E)   |
| 조별 예선   | 3차전         | 미정      | 2021년 3월 15일 ~ 3월 17일 (W, A), 2021년 4월 6일 ~ 4월 7일 (C, S, E)   | 2021년 3월 15일 ~ 3월 17일 (W, A), 2021년 4월 6일 ~ 4월 7일 (C, S, E)   |
| 조별 예선   | 4차전         | 미정      | 2021년 4월 5일 ~ 4월 7일 (W, A), 2021년 4월 13일 ~ 4월 14일 (C, S, E)   | 2021년 4월 5일 ~ 4월 7일 (W, A), 2021년 4월 13일 ~ 4월 14일 (C, S, E)   |
| 조별 예선   | 5차전         | 미정      | 2021년 4월 12일 ~ 4월 14일 (W, A), 2021년 5월 18일 ~ 5월 19일 (C, S, E) | 2021년 4월 12일 ~ 4월 14일 (W, A), 2021년 5월 18일 ~ 5월 19일 (C, S, E) |
| 조별 예선   | 6차전         | 미정      | 2021년 4월 26일 ~ 4월 28일 (W, A), 2021년 5월 25일 ~ 5월 26일 (C, S, E) | 2021년 4월 26일 ~ 4월 28일 (W, A), 2021년 5월 25일 ~ 5월 26일 (C, S, E) |
| 토너먼트전  | 지역별 4강전  | 미정      | 2021년 5월 17일 ~ 5월 19일 (W, A)                                       | 2021년 5월 24일 ~ 5월 26일 (W, A)                                       |
| 토너먼트전  | 지역별 결승전 | 미정      | 2021년 8월 3일 ~ 8월 4일 (C*, S*, E*, A), 2021년 9월 28일 (W)           | 2021년 8월 10일 ~ 8월 11일 (C*, S*, E*, A), 2021년 10월 19일 (W)        |
| 토너먼트전  | 지역간 4강전  | 미정      | 2021년 8월 24일 ~ 8월 25일                                              | 2021년 9월 14일 ~ 9월 15일                                              |
| 토너먼트전  | 지역간 결승전 | 미정      | 2021년 9월 29일                                                         | 2021년 10월 20일                                                        |
| 토너먼트전  | 결승전        | 미정      | 2021년 11월 6일                                                         | 2021년 11월 6일                                                         |

## 예선 플레이오프

### 예비 예선 1라운드
| 팀 1           | 결과 | 팀 2            |
| -------------- | ---- | --------------- |
| 네팔 아미 클럽 | 5-1  | 스리랑카 폴리스 |
| 이글스         | 2-0  | 팀부 시티       |

### 예비 예선 2라운드
| 팀 1                   | 결과  | 팀 2           |
| ---------------------- | ----- | -------------- |
| 벵갈루루               | 5-0   | 네팔 아미 클럽 |
| 아바하니 리미티드 다카 | 취소1 | 이글스         |

1 아바하니 리미티드 다카와 이글스의 경기는 원래 2021년 4월 14일에 방글라데시 다카에서 열릴 예정이었으나 방글라데시 정부가 2021년 4월 14일을 기해 코로나19 범유행과 관련된 봉쇄 조치를 단행함에 따라 2021년 4월 21일에 네팔 카트만두에서 열리는 것으로 변경되었다. 하지만 해당 경기 일정이 연기되면서 아시아 축구 연맹은 2021년 4월 30일에 아바하니 리미티드 다카가 기권한 것으로 처리했다. 이에 따라 이글스가 부전승으로 플레이오프에 진출하게 되었다.
| 팀 1     | 결과  | 팀 2                |
| -------- | ----- | ------------------- |
| 찬타부리 | 취소2 | 카수카              |
| 비사카   | 취소2 | 랄레노크 유나이티드 |

2 한타와디 유나이티드가 2021년 미얀마 쿠데타의 여파로 인하여 기권을 결정했고 카야가 2021년 AFC 챔피언스리그 조별 예선에 진출했다. 이에 따라 비사카와 랄레노크 유나이티드가 조별 예선에 진출했다. 그러나 아시아 축구 연맹은 2021년 7월 7일에 코로나19 범유행의 여파를 고려하여 AFC컵 동남아시아 지역 경기를 전면 취소한다고 결정했다.

### 플레이오프
| 팀 1                     | 결과  | 팀 2        |
| ------------------------ | ----- | ----------- |
| 마르카즈 샤바브 알암아리 | 취소2 | 쿠웨이트 SC |

2 마르카즈 샤바브 알암아리와 쿠웨이트 SC의 플레이오프 경기는 원래 2021년 4월 27일에 열릴 예정이었다. 하지만 오만의 축구 클럽인 알시브 클럽, 알나스르가 기권함에 따라 아시아 축구 연맹은 두 팀 모두 조별 예선에 직행하여 C조에 편성된다고 결정했다.
| 팀 1     | 결과 | 팀 2   |
| -------- | ---- | ------ |
| 벵갈루루 | 1-0  | 이글스 |

| 팀 1                | 결과  | 팀 2                                |
| ------------------- | ----- | ----------------------------------- |
| 샨 유나이티드       | 취소3 | 동남아시아 플레이오프 1번 경기 승자 |
| 페르시푸라 자야푸라 | 취소3 | 동남아시아 플레이오프 2번 경기 승자 |

3 미얀마의 축구 클럽인 샨 유나이티드, 한타와디 유나이티드가 2021년 미얀마 쿠데타의 여파로 인하여 기권했다. 이에 따라 아시아 축구 연맹은 페르시푸라 자야푸라가 조별 예선에 직행한다고 결정했다.

## 조별 리그
조별 예선은 코로나19 범유행의 여파로 인해 싱글 라운드 로빈 형식으로 진행되었다.
- 서아시아 지역(A조, B조, C조)과 동남아시아 지역(G조, H조, I조) 조별 예선에서 각 조 1위를 차지한 3개 팀과 각 조 2위 팀 중에서 성적이 가장 높은 1개 팀은 지역별 준결승전에 진출한다.
- 중앙아시아 지역(E조, F조) 조별 예선에서 각 조 1위를 차지한 2개 팀이 지역별 결승전에 진출한다.
- 중앙아시아 지역(E, F조) 결승전 승리 팀, 남아시아 지역 조별 예선(D조) 1위 팀, 동아시아 지역 조별 예선(J조) 1위 팀은 지역간 준결승전에 진출한다.

### A조
| 팀       | 경기 | 승 | 무 | 패 | 득 | 실 | 차 | 승점 |
| -------- | ---- | -- | -- | -- | -- | -- | -- | ---- |
| 알아헤드 | 2    | 1  | 1  | 0  | 2  | 1  | +1 | 4    |
| 알와흐다 | 2    | 0  | 2  | 0  | 1  | 1  | 0  | 2    |
| 알히드   | 2    | 0  | 1  | 1  | 2  | 3  | −1 | 1    |

|          | AHE | HID | WAH |
| -------- | --- | --- | --- |
| 알아헤드 |     | 2-1 | 0-0 |
| 알히드   | 1-2 |     | 1-1 |
| 알와흐다 | 0-0 | 1-1 |     |

- 오만의 알나스르가 기권함에 따라 A조는 3개 팀만으로 경기를 치르게 되었다.

### B조
| 팀              | 경기 | 승 | 무 | 패 | 득 | 실 | 차 | 승점 |
| --------------- | ---- | -- | -- | -- | -- | -- | -- | ---- |
| 알무하라크      | 3    | 2  | 0  | 1  | 6  | 4  | +2 | 6    |
| 알살트          | 3    | 2  | 0  | 1  | 7  | 2  | +5 | 6    |
| 알안사르        | 3    | 1  | 0  | 2  | 4  | 5  | −1 | 3    |
| 마르카즈 발라타 | 3    | 1  | 0  | 2  | 3  | 9  | −6 | 3    |

|                 | SAL | MBA | ANS | MUH |
| --------------- | --- | --- | --- | --- |
| 알살트          |     | 5-0 | X   | 0-1 |
| 마르카즈 발라타 | X   |     | 0-2 | X   |
| 알안사르        | 1-2 | X   |     | 1-3 |
| 알무하라크      | X   | 2-3 | X   |     |

### C조
| 팀                       | 경기 | 승 | 무 | 패 | 득 | 실 | 차 | 승점 |
| ------------------------ | ---- | -- | -- | -- | -- | -- | -- | ---- |
| 쿠웨이트 SC              | 3    | 2  | 1  | 0  | 8  | 4  | +4 | 7    |
| 알파이살리               | 3    | 2  | 0  | 1  | 3  | 1  | +2 | 6    |
| 티슈린                   | 3    | 1  | 1  | 1  | 8  | 5  | +3 | 4    |
| 마르카즈 샤바브 알암아리 | 3    | 0  | 0  | 3  | 2  | 11 | −9 | 0    |

|                          | TIS | MSA | FAI | KSC |
| ------------------------ | --- | --- | --- | --- |
| 티슈린                   |     | 5-1 | X   | 3-3 |
| 마르카즈 샤바브 알암아리 | X   |     | 0-2 | X   |
| 알파이살리               | 1-0 | X   |     | 0-1 |
| 쿠웨이트 SC              | X   | 4-1 | X   |     |

### D조
| 팀            | 경기 | 승 | 무 | 패 | 득 | 실 | 차 | 승점 |
| ------------- | ---- | -- | -- | -- | -- | -- | -- | ---- |
| ATK 모훈 바간 | 3    | 2  | 1  | 0  | 6  | 2  | +4 | 7    |
| 바슌다라 킹스 | 3    | 1  | 2  | 0  | 3  | 1  | +2 | 5    |
| 마지야        | 3    | 1  | 1  | 1  | 6  | 4  | +2 | 4    |
| 벵갈루루      | 3    | 0  | 0  | 3  | 3  | 11 | −8 | 0    |

|               | MOH | BAS | MAZ | BEN |
| ------------- | --- | --- | --- | --- |
| ATK 모훈 바간 |     | 1-1 | X   | 2-0 |
| 바슌다라 킹스 | X   |     | 2-0 | X   |
| 마지야        | 1-3 | X   |     | 2-6 |
| 벵갈루루      | X   | 0-0 | X   |     |

### E조
| 팀                | 경기 | 승 | 무 | 패 | 득 | 실 | 차 | 승점 |
| ----------------- | ---- | -- | -- | -- | -- | -- | -- | ---- |
| 아할              | 2    | 2  | 0  | 0  | 5  | 1  | +4 | 6    |
| 도르도이 비슈케크 | 2    | 1  | 0  | 1  | 3  | 2  | +1 | 3    |
| 라브샨 쿨로브     | 2    | 0  | 0  | 2  | 1  | 6  | −5 | 0    |

|                   | RAV | DOR | AHA |
| ----------------- | --- | --- | --- |
| 라브샨 쿨로브     |     | 0-3 | X   |
| 도르도이 비슈케크 | X   |     | 0-2 |
| 아할              | 3-1 | X   |     |

### F조
| 팀          | 경기 | 승 | 무 | 패 | 득 | 실 | 차 | 승점 |
| ----------- | ---- | -- | -- | -- | -- | -- | -- | ---- |
| 나사프      | 3    | 3  | 0  | 0  | 9  | 0  | +9 | 9    |
| 알틴 아시르 | 3    | 1  | 1  | 1  | 7  | 8  | −1 | 4    |
| 후잔트      | 3    | 1  | 1  | 1  | 4  | 5  | −1 | 4    |
| 알라이      | 3    | 0  | 0  | 3  | 4  | 11 | −7 | 0    |

|             | NAS | ALT | KHU | ALA |
| ----------- | --- | --- | --- | --- |
| 나사프      |     | 2-0 | X   | 4-0 |
| 알틴 아시르 | X   |     | 2-2 | X   |
| 후잔트      | 0-3 | X   |     | 2-0 |
| 알라이      | X   | 4-5 | X   |     |

### G조 (취소)
| 팀                               | 경기 | 승 | 무 | 패 | 득 | 실 | 차 | 승점 |
| -------------------------------- | ---- | -- | -- | -- | -- | -- | -- | ---- |
| 하노이 FC                        | 0    | 0  | 0  | 0  | 0  | 0  | 0  | 0    |
| 발리 유나이티드                  | 0    | 0  | 0  | 0  | 0  | 0  | 0  | 0    |
| 보에웅 켓 앙코르                 | 0    | 0  | 0  | 0  | 0  | 0  | 0  | 0    |
| 동남아시아 2차 예선 1경기 승리팀 | 0    | 0  | 0  | 0  | 0  | 0  | 0  | 0    |

|                     | HAN  | BAL  | BOE  | G4   |
| ------------------- | ---- | ---- | ---- | ---- |
| 하노이 FC           |      | 취소 | X    | 취소 |
| 발리 유나이티드 FC  | X    |      | 취소 | X    |
| 보에웅 켓 앙코르 FC | 취소 | X    |      | 취소 |
| G4                  | X    | 취소 | X    |      |

### H조 (취소)
| 팀                   | 경기 | 승 | 무 | 패 | 득 | 실 | 차 | 승점 |
| -------------------- | ---- | -- | -- | -- | -- | -- | -- | ---- |
| 크다 다룰 아만       | 0    | 0  | 0  | 0  | 0  | 0  | 0  | 0    |
| 라이온 시티 세일러즈 | 0    | 0  | 0  | 0  | 0  | 0  | 0  | 0    |
| 사이공 FC            | 0    | 0  | 0  | 0  | 0  | 0  | 0  | 0    |
| 페르시푸라 자야푸라  | 0    | 0  | 0  | 0  | 0  | 0  | 0  | 0    |

|                      | KED  | LIO  | SGN  | PJP  |
| -------------------- | ---- | ---- | ---- | ---- |
| 크다 다룰 아만       |      | 취소 | X    | 취소 |
| 라이온 시티 세일러즈 | X    |      | 취소 | X    |
| 사이공 FC            | 취소 | X    |      | 취소 |
| 페르시푸라 자야푸라  | X    | 취소 | X    |      |

### I조 (취소)
| 팀                  | 경기 | 승 | 무 | 패 | 득 | 실 | 차 | 승점 |
| ------------------- | ---- | -- | -- | -- | -- | -- | -- | ---- |
| 비사카              | 0    | 0  | 0  | 0  | 0  | 0  | 0  | 0    |
| 랄레노크 유나이티드 | 0    | 0  | 0  | 0  | 0  | 0  | 0  | 0    |
| 트렝가누            | 0    | 0  | 0  | 0  | 0  | 0  | 0  | 0    |
| 게일랑 인터내셔널   | 0    | 0  | 0  | 0  | 0  | 0  | 0  | 0    |

|                     | VIS  | LAL  | TER  | GEY  |
| ------------------- | ---- | ---- | ---- | ---- |
| 비사카              |      | 취소 | X    | 취소 |
| 랄레노크 유나이티드 | X    |      | 취소 | X    |
| 트렝가누            | 취소 | X    |      | 취소 |
| 게일랑 인터내셔널   | X    | 취소 | X    |      |

### J조
| 팀           | 경기 | 승 | 무 | 패 | 득 | 실 | 차 | 승점 |
| ------------ | ---- | -- | -- | -- | -- | -- | -- | ---- |
| 리만         | 3    | 3  | 0  | 0  | 10 | 2  | +8 | 9    |
| 이스턴       | 3    | 2  | 0  | 1  | 2  | 1  | +1 | 6    |
| 타이난 시티  | 3    | 1  | 0  | 2  | 4  | 5  | −1 | 3    |
| 애슬레틱 220 | 3    | 0  | 0  | 3  | 1  | 9  | −8 | 0    |

|              | EAS | TNC | ATH | LEE |
| ------------ | --- | --- | --- | --- |
| 이스턴       |     | 1-0 | X   | 0-1 |
| 타이난 시티  | X   |     | 3-0 | X   |
| 애슬레틱 220 | 0-1 | X   |     | 1-5 |
| 리만         | X   | 4-1 | X   |     |

### 각 조 2위 팀끼리의 순위 결정

#### 서아시아
서아시아(A조, B조, C조)은 각 조 2위 팀 중 순위가 가장 높은 1개 팀이 지역별 준결승전에 진출하게 된다. (B조, C조는 최하위 팀과의 전적은 제외한다.)
| 조 | 팀         | 경기 | 승 | 무 | 패 | 득 | 실 | 차 | 승점 |
| -- | ---------- | ---- | -- | -- | -- | -- | -- | -- | ---- |
| B  | 알살트     | 2    | 1  | 0  | 1  | 2  | 2  | 0  | 3    |
| C  | 알파이살리 | 2    | 1  | 0  | 1  | 1  | 1  | 0  | 3    |
| A  | 알와흐다   | 2    | 0  | 2  | 0  | 1  | 1  | 0  | 2    |

#### 동남아시아 (취소)
동남아시아(G조, H조, I조)은 각 조 2위 팀 중 순위가 가장 높은 1개 팀이 지역별 준결승전에 진출할 예정이었으나 취소되었다.

## 토너먼트

### 지역별 준결승전
| 팀 1        | 결과 | 팀 2     |
| ----------- | ---- | -------- |
| 알무하라크  | 3-0  | 알아헤드 |
| 쿠웨이트 SC | 2-0  | 알살트   |

| 팀 1    | 결과 | 팀 2    |
| ------- | ---- | ------- |
| ?조 1위 | 취소 | ?조 1위 |
| ?조 1위 | 취소 | ?조 2위 |

### 지역별 결승전
| 팀 1       | 결과 | 팀 2        |
| ---------- | ---- | ----------- |
| 알무하라크 | 2-0  | 쿠웨이트 SC |

| 팀 1   | 결과 | 팀 2 |
| ------ | ---- | ---- |
| 나사프 | 3-2  | 아할 |

| 팀 1                         | 결과 | 팀 2                         |
| ---------------------------- | ---- | ---------------------------- |
| 동남아시아 준결승 1경기 승자 | 취소 | 동남아시아 준결승 1경기 승자 |

### 지역간 준결승전
| 팀 1   | 결과   | 팀 2          |
| ------ | ------ | ------------- |
| 나사프 | 6-0    | ATK 모훈 바간 |
| 리만   | 부전승 | 없음          |

### 지역간 결승전
| 팀 1   | 결과       | 팀 2 |
| ------ | ---------- | ---- |
| 나사프 | 3-2 (연장) | 리만 |

### 결승전
| 팀 1       | 결과 | 팀 2   |
| ---------- | ---- | ------ |
| 알무하라크 | 3-0  | 나사프 |

## 우승
| 2021년 AFC컵 우승     |
| --------------------- |
| 바레인                |
| 알무하라크 2번째 우승 |

## 같이 보기
- 2021년 AFC 챔피언스리그